# رمسيس السادس
كان نسب رمسيس السادس محل نقاش ولكن من المؤكد الآن إنه الابن الوحيد لرمسيس الثالث (QV51)والملكة إيزيس. بنى لأمه قبرا في وادي الملكات تولى الحكم عن ابن أخيه رمسيس الخامس الذي لم ينجب أولاد. كان عليه ان يجعل من فترة حكمه فترة عظيمة كسابقيه من الرمسيسيين رغم قصر المدة وقلة الأمكانيات، فقام بتخفيض عدد العاملين في دير المدينة وأستغل مقبرة رمسيس الخامس كمقبرة له. لكنه أتم الأشغال التي بدأها من سبقه من الملوك في المعبد الجنائزي غرب غرنة. قام بكتابة إسمه ببعض المعالم عوضا عن رمسيس الرابع و رمسيس الخامس. نصب إبنته من الملكة (نيبوكهسبد إيزيس) كأبنت الملك، زوجة الالاه آمون، آلهة عابدة، إيزيس، إلى جانب كبير الكهنة (رمسيسناكت) الذي تقمص هذه المهمة منذ عهد رمسيس الرابع إلى عهد رمسيس التاسع. الوضع الأقتصادي في تدهور تام بينما عصابات النهب منتشرة في منطقة طيبة. مات الملك بعد فترة حكم دامت ثمانية سنوات ليخلفه رمسيس السابع. دفن رمسيس السادس في المقبرة Kv9 لتنهب بعد نهاية حكم الاسرة العشرون. نقلت موميائه إلى مخبأ أمنوفيس الثاني حيث تم العثور عليها.